# Петушок (река)
Петушок — малая река в Ямпольском районе Сумской области Украины. Впадает в приток Десны — Ивотку справа.
Длина реки около 8 км.
Исток реки находится возле села Имшана на высоте около 175 м над уровнем моря. В верхнем течении реки образовано два пруда: в северо-восточной части села Имшана и южной части посёлка Ямполь. Через реку организованы железнодорожный (линия Воронеж — Дружба) и автомобильный переходы (на автодороге Т-1915). В центральной и южных частях своего течения протекает по территории центра района — посёлку городского типа Ямполь.